# Kurt Meyer (Politiker, 1932)

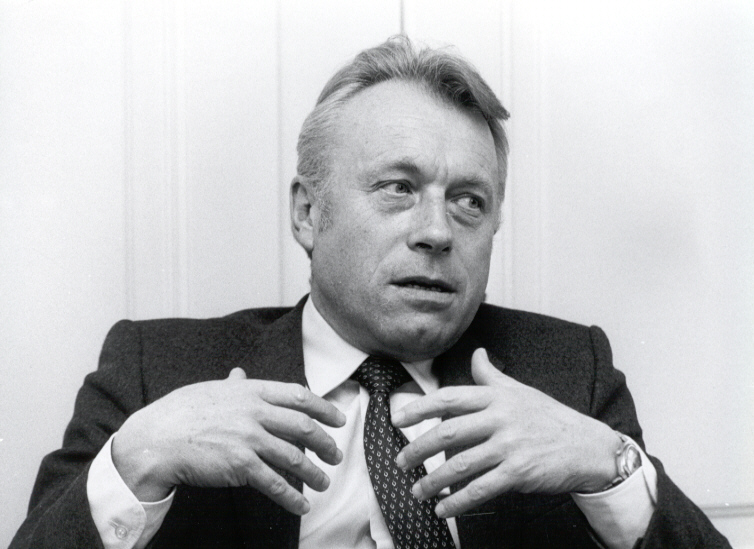
Kurt Meyer (1986)

Kurt Meyer (geboren am 20. Juni 1932 in Roggwil BE, heimatberechtigt in Roggwil BE) ist ein Schweizer Politiker (SP). Er war unter anderem Berner Regierungsrat und Nationalrat.

## Herkunft, Ausbildung und Beruf
Meyer wurde in eine sozialdemokratische Familie hineingeboren. Sein Vater war der Lehrer und spätere Berner SP-Nationalrat Fritz Meyer, seine aus der Stadt Bern stammende Mutter Alice Giger war die Tochter eines Gewerkschafters.
Nach den Schulen in Roggwil besuchte Meyer in Bern das Gymnasium. Er studierte Rechtswissenschaft in Bern, machte 1961 das bernische Fürsprecherpatent und promovierte 1963.
Von 1961 bis 1963 war Meyer Gerichtssekretär und ausserordentlicher Untersuchungsrichter in Bern. 1964 eröffnete er in Langenthal eine Anwaltskanzlei, die er bis zu seiner Wahl in den Regierungsrat betrieb.

## Politik
Meyer hat sich schon in jungen Jahren wie sein Elternhaus sozialdemokratisch orientiert, allerdings durfte er auf Anweisung seines Vaters, der dem Beruf Priorität einräumte, erst nach der Schulzeit mit 20 Jahren in die SP eintreten. Er wurde nach seinem Eintritt in die SP Roggwil sogleich deren Sekretär. 1958 wurde er in den Gemeinderat von Roggwil gewählt, 1968 in den Grossen Rat des Kantons Bern. Im Amtsjahr 1974/1975 war er Grossratspräsident. Die Mandate im Gemeinderat und im Grossen Rat gab er ab, als er 1976 in den Berner Regierungsrat gewählt worden ist. Er übernahm die Gesundheits- und Fürsorgedirektion und blieb bis 1990 im Amt. Bei den Wahlen 1990 trat er nicht wieder an. Von 1977 bis 1989 war er zudem Präsident der Konferenz der Kantonalen Fürsorgedirektoren. Er präsidierte auch mehrere Jahre die SP Bern.
1983 wurde Meyer in den Nationalrat gewählt und blieb bis 1987. Schon kurz nach seiner Wahl nominierte ihn die Berner SP als Kandidaten für die Nachfolge von Bundesrat Willi Ritschard. Offizielle Kandidatin der SP wurde jedoch Lilian Uchtenhagen, der das Parlament schliesslich Otto Stich vorzog.
Nach seiner Zeit als Regierungsrat arbeitete Meyer als Berater in Rechts- und Organisationsfragen. Er war zudem von 1989 bis 2001 Zentralpräsident des Schweizerischen Fischereiverbandes und von 1996 bis 2002 Vizepräsident der European Anglers Alliance.
Meyer betätigte sich während und nach seiner aktiven politischen Karriere stark in der Gesundheitspolitik. Er war von 1980 bis 2004 Präsident der Interkantonalen Vereinigung zur Kontrolle der Heilmittel und nach seiner Amtszeit als Regierungsrat von 1992 bis 2005 Präsident der Stiftung Berner Gesundheit. Von 1993 bis 1997 war er Präsident der Aids-Hilfe Schweiz (AHS).